# Streichquartett e-Moll (Verdi)
Das Streichquartett e-Moll ist ein Kammermusikwerk des italienischen Komponisten Giuseppe Verdi. Es entstand zwischen 1868 und 1876, also während der Jahre, in denen sich Verdi mit der Oper Aida und der Messa da Requiem beschäftigte. Die Uraufführung einer ersten Fassung fand am 1. April 1873 als Privataufführung in der Empfangshalle des Albergo della crocelle in Neapel statt. Die Uraufführung der definitiven und wenig später gedruckten Fassung folgte wiederum als Privataufführung am 1. Juni 1876 im Hôtel de Bade in Paris.

## Entstehung
Verdis einziges Streichquartett entstand nach der Darstellung des Komponisten in wenigen Wochen während der Proben zur neapolitanischen Erstaufführung der Aida am Teatro San Carlo, wohin Verdi mit seiner Frau Giuseppina gereist war. Nachdem sich die Proben wegen einer Indisposition der Sängerin Teresa Stolz, die die Aida singen sollte, verzögert hatten, fand Verdi Zeit für dieses Streichquartett. Die Uraufführung einer ersten Fassung erfolgte zwei Tage nach der Aida-Premiere im privaten Kreis. Die seit 2019 zugänglichen musikalischen Arbeitsmanuskripte Verdis widerlegen jedoch diese Legende: Erste Skizzen zum dritten und vierten Satz sind spätestens im Herbst 1868 entstanden. In diesen Manuskripten findet sich überdies eine fragmentarische Partiturhandschrift von Verdis Hand sowie ein vollständiger Stimmensatz, die beide eine erheblich von der später gedruckten Version abweichende Fassung dokumentieren.
Verdi zögerte zunächst mit einer Veröffentlichung des Werks. Erst nach der erfolgreichen Pariser Aufführung einer grundlegend überarbeiteten Fassung erschien es bei Escudier in Paris, bei Ricordi in Mailand und bei Schott (Mainz) im Druck.

## Satzbezeichnungen
1. Allegro
2. Andantino con eleganza
3. Prestissimo (von der musikalischen Form her ein Scherzo)
4. Scherzo. Fuga. Allegro assai mosso [in der ersten Fassung von 1873: Finale. Andante sostenuto - Allegro vivo].

Die Spieldauer beträgt etwa 24 Minuten.

## Analyse
Trotz der Anklänge an Aida, die sich vor allem im 1. Satz finden, orientiert sich Verdi in seinem Streichquartett hauptsächlich an den Wiener Klassikern, wobei Wolfgang Stähr wegen der Fuge im Schlusssatz eine formale Adaption von Joseph Haydns Streichquartett C-Dur op. 20 Nr. 2 vermutet. Julian Budden dagegen sieht beim Kopfsatz Parallelen zu Mozarts g-Moll-Streichquintett.
Der 1. Satz entspricht einer zweiteiligen Variante der Sonatensatzform. Zunächst trägt die Zweite Geige das Hauptthema auf der tiefsten Saite vor. Das Seitenthema folgt in Takt 57 im homophonen Satz aller vier Instrumente. Am Ende der Exposition wird ein synkopisch rhythmisiertes drittes Thema eingeführt. Nach Otto Emil Schumann bleibt in der Durchführung „die knappe Bildhaftigkeit erhalten“.
Der 2. Satz, das Andantino ist dreigliedrig. Es herrscht eine „leichte a-moll-Wehmut“ vor, die jedoch durch die „Bewegungskraft“ des für die definitive Fassung von 1876 nachkomponierten Mittelteils in Ges-Dur aufgehoben wird.
Der 3. Satz entspricht einem Scherzo. Das Tempo ist zunächst prestissimo (sehr schnell), wie eine Danse infernale (höllischer Tanz), während das Trio eher gesanglich ist und wie in einer Serenade vom Violoncello angestimmt und vom Pizzicato der anderen Streicher begleitet wird.
Im Schlusssatz, den Verdi mit Scherzo. Fuga bezeichnete, zeigt sich eine Kontrapunktik, die auf die Messa da Requiem und die Schlussfuge im Falstaff sowie die Quattro pezzi sacri weist. Die fugierte Form des Satzes wird bis zum Schluss beibehalten, wird jedoch durch „liebliche Harmonik und Kadenzen angereichert.“
Neben an der Wiener Klassik und der Kontrapunktik orientierten Stellen finden sich in Verdis Streichquartett durchaus opernhafte Elemente bei einzelnen Figuren der Begleitstimmen oder bei der Violoncello-Kantilene im 3. Satz. Auch Budden wies auf dieses Stilmittel hin: „[…] das gelegentliche Abgleiten in eine friesartige Figuration verrät den Komponisten von Begleitfiguren, wie sie in der Oper üblich sind.“

## Rezeption
Verdis Streichquartett steht im Kontext der seit der Mitte der 1860er Jahre ausgefochtenen Kontroversen um die Bedeutung der in Italien vorherrschenden Gattung Oper und reiner Instrumentalmusik. Nach Verdis Meinung lebte das Streichquartett in Italien „wie eine Pflanze außerhalb ihres Klimas“. An dieser Situation änderte zunächst auch die 1861 durch Abramo Basevi gegründete Società del Quartetto (Quartettgesellschaft) in Florenz nichts.
Verdis Streichquartett, das vielfach als Gelegenheitswerk angesehen wird, ist trotzdem das einzige italienische Kammermusikwerk des 19. Jahrhunderts, das sich durchgängig im Konzertrepertoire halten konnte. Dies bestätigte auch Otto Emil Schumann in seinem Handbuch der Kammermusik: „Das musikalische Italien des 19. Jahrhunderts hat nur ein einziges wirklich bedeutendes Kammermusik-Werk hervorgebracht, das sich in der ganzen Welt durchzusetzen vermochte: Verdis e-moll-Streichquartett.“
Budden resümierte: „Verdis Quartett mag nicht ganz das Niveau der großen klassischen Quartette erreichen, aber es ist gewiß ein schöner und origineller Beitrag zum Repertoire.“
Verdi gab vor, dem Werk keine besondere Bedeutung zuzumessen. Doch feilte er jahrelang vor allem an den kontrapunktischen Passagen. Dabei veränderte er vor allem den fugierten Finalsatz grundsätzlich. In der ersten Fassung von 1873 war dieser Satz wesentlich vom Legato geprägt, während in der publizierten das Staccato in einem extrem schnellen Tempo dominiert. Fast scheint es, als wolle der Komponist das satztechnische Modell eines ‹barocken› Tonsatzes klanglich zur Unkenntlichkeit verzerren und der in der ersten Fassung sehr viel anmutiger erscheinenden Fuge jegliches "espressivo" austreiben. Später äußerte er: „Ich weiß nicht, ob es gut oder schlecht ist, aber ein Quartett ist es.“
Nachdem Anselm Gerhard 2021 im Staatsarchiv Parma die bis dahin unbekannte Erstfassung entdeckt hatte, liegt diese inzwischen auch in einer kritischen Edition beider Fassungen vor. Die erste Aufführung dieser Fassung seit 1873 bereitet das Vogler-Quartett für den 27. März 2023 für ein Konzert im Foyer der Oper Leipzig vor.